# Безуов идентитет
У математици, Безуов идентитет (такође познат и као Безуова лема), назван по Етјену Безуу, који га је доказао за полиноме, је следећа теорема:
Нека су {\displaystyle a} и {\displaystyle b} цели бројеви са највећим заједничким делиоцем {\displaystyle d}. Тада постоје цели бројеви {\displaystyle x} и {\displaystyle y} такви да важи {\displaystyle ax+by=d}. Штавише, цели бројеви облика {\displaystyle az+bt} су управо сви умношци од {\displaystyle d}.
Овде се највећи заједнички делилац за {\displaystyle 0} и {\displaystyle 0} узима да је {\displaystyle 0}. Цели бројеви {\displaystyle x} и {\displaystyle y} се називају Безуови коефицијенти за {\displaystyle (a,b)}; они нису јединствени. Пар Безуових коефицијената се може израчунати помоћу проширеног Еуклидовог алгоритма, и тај пар је, у случају целих бројева, један од два пара таква да је {\displaystyle |x|\leq |b/d|} и {\displaystyle |y|\leq |a/d|}; једнакост се јавља само ако је један од бројева {\displaystyle a} или {\displaystyle b} умножак другог.
На пример, највећи заједнички делилац бројева 15 и 69 је 3, а 3 се може записати као комбинација 15 и 69 као {\displaystyle 3=15\cdot (-9)+69\cdot 2}, са Безуовим коефицијентима −9 и 2.
Многе друге теореме у елементарној теорији бројева, као што су Еуклидова лема или кинеска теорема о остатку, произилазе из Безуовог идентитета.
Безуов домен је интегрални домен у којем важи Безуов идентитет. Конкретно, Безуов идентитет важи у доменима главних идеала. Свака теорема која произилази из Безуовог идентитета је стога тачна у свим доменима главних идеала.

## Структура решења
Ако {\displaystyle a} и {\displaystyle b} нису оба једнака нули и један пар Безуових коефицијената {\displaystyle (x,y)} је израчунат (на пример, коришћењем проширеног Еуклидовог алгоритма), сви парови се могу представити у облику
{\displaystyle \left(x-k{\frac {b}{d}},\ y+k{\frac {a}{d}}\right),}
где је {\displaystyle k} произвољан цео број, {\displaystyle d} је највећи заједнички делилац бројева {\displaystyle a} и {\displaystyle b}, а разломци се поједностављују на целе бројеве.
Ако су {\displaystyle a} и {\displaystyle b} оба различита од нуле и ниједан од њих не дели други, онда тачно два пара Безуових коефицијената задовољавају
{\displaystyle |x|<\left|{\frac {b}{d}}\right|\quad {\text{и}}\quad |y|<\left|{\frac {a}{d}}\right|.} Ако су {\displaystyle a} и {\displaystyle b} оба позитивна, за један од ових парова важи {\displaystyle x>0} и {\displaystyle y<0}, а за други {\displaystyle x<0} и {\displaystyle y>0}. Ако је {\displaystyle a>0} делилац од {\displaystyle b} (укључујући случај {\displaystyle b=0}), онда је један пар Безуових коефицијената {\displaystyle (1,0)}.
Ово се ослања на својство Еуклидовог дељења: за дата два цела броја {\displaystyle c} и {\displaystyle d} различита од нуле, ако {\displaystyle d} не дели {\displaystyle c}, постоји тачно један пар {\displaystyle (q,r)} такав да је {\displaystyle c=dq+r} и {\displaystyle 0<r<|d|}, и још један такав да је {\displaystyle c=dq+r} и {\displaystyle -|d|<r<0}.
Два пара малих Безуових коефицијената добијају се из датог пара {\displaystyle (x,y)} тако што се за {\displaystyle k} у горњој формули изабере један од два цела броја најближа вредности {\displaystyle {\frac {x}{b/d}}}.
Проширени Еуклидов алгоритам увек производи један од ова два минимална пара.

### Пример
Нека је {\displaystyle a=12} и {\displaystyle b=42}, тада је {\displaystyle {\text{нзд}}(12,42)=6}. Тада имамо следеће Безуове идентитете, при чему су Безуови коефицијенти написани црвеном бојом за минималне парове, а плавом за остале.
{\displaystyle {\begin{aligned}\vdots \\12&\times ({\color {blue}{-10}})&+\;\;42&\times \color {blue}{3}&=6\\12&\times ({\color {red}{-3}})&+\;\;42&\times \color {red}{1}&=6\\12&\times \color {red}{4}&+\;\;42&\times ({\color {red}{-1}})&=6\\12&\times \color {blue}{11}&+\;\;42&\times ({\color {blue}{-3}})&=6\\12&\times \color {blue}{18}&+\;\;42&\times ({\color {blue}{-5}})&=6\\\vdots \end{aligned}}}
Ако је {\displaystyle (x,y)=(18,-5)} почетни пар Безуових коефицијената, онда {\displaystyle {\frac {18}{42/6}}={\frac {18}{7}}\approx 2,57} што значи да су најближи цели бројеви {\displaystyle k=2} и {\displaystyle k=3}, који дају минималне парове: {\displaystyle (18-2\cdot 7,-5+2\cdot 2)=(4,-1)}, и {\displaystyle (18-3\cdot 7,-5+3\cdot 2)=(-3,1)}.

## Доказ егзистенције
За било које целе бројеве {\displaystyle a} и {\displaystyle b} који нису оба нула, нека је {\displaystyle S=\{ax+by\mid x,y\in \mathbb {Z} {\text{ и }}ax+by>0\}}. Скуп {\displaystyle S} је непразан јер садржи или {\displaystyle a} или {\displaystyle -a} (са {\displaystyle x=\pm 1} и {\displaystyle y=0}). Пошто је {\displaystyle S} непразан скуп позитивних целих бројева, он има минимални елемент {\displaystyle d=as+bt}, по принципу добре уређености. Да бисмо доказали да је {\displaystyle d} највећи заједнички делилац бројева {\displaystyle a} и {\displaystyle b}, мора се доказати да је {\displaystyle d} заједнички делилац за {\displaystyle a} и {\displaystyle b}, и да за било који други заједнички делилац {\displaystyle c} важи {\displaystyle c\leq d}.
Еуклидово дељење броја {\displaystyle a} са {\displaystyle d} може се записати као
{\displaystyle a=dq+r\quad {\text{са}}\quad 0\leq r<d.}
Остатак {\displaystyle r} је у {\displaystyle S\cup \{0\}}, јер
{\displaystyle {\begin{aligned}r&=a-qd\\&=a-q(as+bt)\\&=a(1-qs)-bqt.\end{aligned}}}
Дакле, {\displaystyle r} је облика {\displaystyle ax+by}, па стога {\displaystyle r\in S\cup \{0\}}. Међутим, {\displaystyle 0\leq r<d}, а {\displaystyle d} је најмањи позитиван цео број у {\displaystyle S}: остатак {\displaystyle r} стога не може бити у {\displaystyle S}, што чини {\displaystyle r} нужно једнаким 0. Ово имплицира да је {\displaystyle d} делилац од {\displaystyle a}. Слично, {\displaystyle d} је такође делилац од {\displaystyle b}, и стога је {\displaystyle d} заједнички делилац за {\displaystyle a} и {\displaystyle b}.
Сада, нека је {\displaystyle c} било који заједнички делилац бројева {\displaystyle a} и {\displaystyle b}; то јест, постоје {\displaystyle u} и {\displaystyle v} такви да је {\displaystyle a=cu} и {\displaystyle b=cv}. Тада имамо
{\displaystyle {\begin{aligned}d&=as+bt\\&=cus+cvt\\&=c(us+vt).\end{aligned}}}
То јест, {\displaystyle c} је делилац од {\displaystyle d}. Пошто је {\displaystyle d>0}, ово имплицира {\displaystyle c\leq d}.

## Генерализације

### За три или више целих бројева
Безуов идентитет се може проширити на више од два цела броја: ако је
{\displaystyle \gcd(a_{1},a_{2},\ldots ,a_{n})=d}
онда постоје цели бројеви {\displaystyle x_{1},x_{2},\ldots ,x_{n}} такви да
{\displaystyle d=a_{1}x_{1}+a_{2}x_{2}+\cdots +a_{n}x_{n}}
има следећа својства:
- {\displaystyle d} је најмањи позитиван цео број овог облика
- сваки број овог облика је умножак од {\displaystyle d}

### За полиноме
Безуов идентитет не важи увек за полиноме. На пример, када се ради у прстену полинома целих бројева: највећи заједнички делилац за {\displaystyle 2x} и {\displaystyle x^{2}} је {\displaystyle x}, али не постоје полиноми {\displaystyle p} и {\displaystyle q} са целобројним коефицијентима који задовољавају {\displaystyle 2xp+x^{2}q=x}.
Међутим, Безуов идентитет функционише за униваријантне полиноме над пољем на потпуно исти начин као и за целе бројеве. Конкретно, Безуови коефицијенти и највећи заједнички делилац могу се израчунати помоћу проширеног Еуклидовог алгоритма.
Како су заједнички корени два полинома корени њиховог највећег заједничког делиоца, Безуов идентитет и основна теорема алгебре имплицирају следећи резултат:
За униваријантне полиноме {\displaystyle f} и {\displaystyle g} са коефицијентима у пољу, постоје полиноми {\displaystyle a} и {\displaystyle b} такви да је {\displaystyle af+bg=1} ако и само ако {\displaystyle f} и {\displaystyle g} немају заједнички корен ни у једном алгебарски затвореном пољу (обично у пољу комплексних бројева).
Генерализација овог резултата на било који број полинома и неодређених променљивих је Хилбертов Нуlштелeнзац.

### За домене главних идеала
Као што је наведено у уводу, Безуов идентитет не функционише само у прстену целих бројева, већ и у било ком другом домену главних идеала (ДГИ).
То јест, ако је {\displaystyle R} ДГИ, а {\displaystyle a} и {\displaystyle b} су елементи из {\displaystyle R}, и {\displaystyle d} је највећи заједнички делилац за {\displaystyle a} и {\displaystyle b},
онда постоје елементи {\displaystyle x} и {\displaystyle y} у {\displaystyle R} такви да је {\displaystyle ax+by=d}. Разлог је тај што је идеал {\displaystyle Ra+Rb} главни и једнак {\displaystyle Rd}.
Интегрални домен у коме важи Безуов идентитет назива се Безуов домен.

## Историја и приписивање
Француски математичар Етјен Безу (1730–1783) доказао је овај идентитет за полиноме. Изјава за целе бројеве се може наћи већ у раду ранијег француског математичара, Клода Гаспара Башеа де Мезиријака (1581–1638).
Ендру Гренвил је пратио повезивање Безуовог имена са идентитетом до Бурбакија, тврдећи да је то погрешно приписивање пошто је идентитет имплицитан у Еуклидовим Елементима.